# قسم فولاد لوي الجنوبي الريفي (مقاطعة أردبيل)
قسم فولاد لوي الجنوبی الريفي (بالفارسية: دهستان فولادلوی جنوبی) هي قسم تقع في إيران في ناحية هير. يقدر عدد سكانها بـ 3,148 نسمة .